# Phaselia aragona
Phaselia aragona là một loài bướm đêm trong họ Geometridae.